# Gară

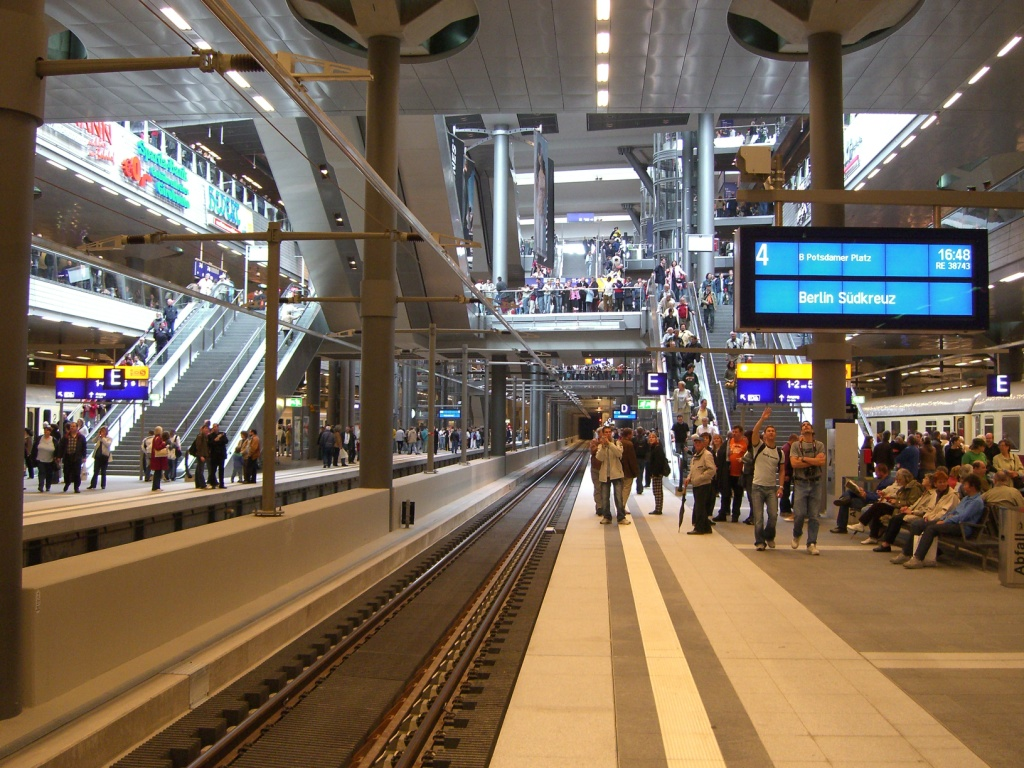
Gara din Berlin

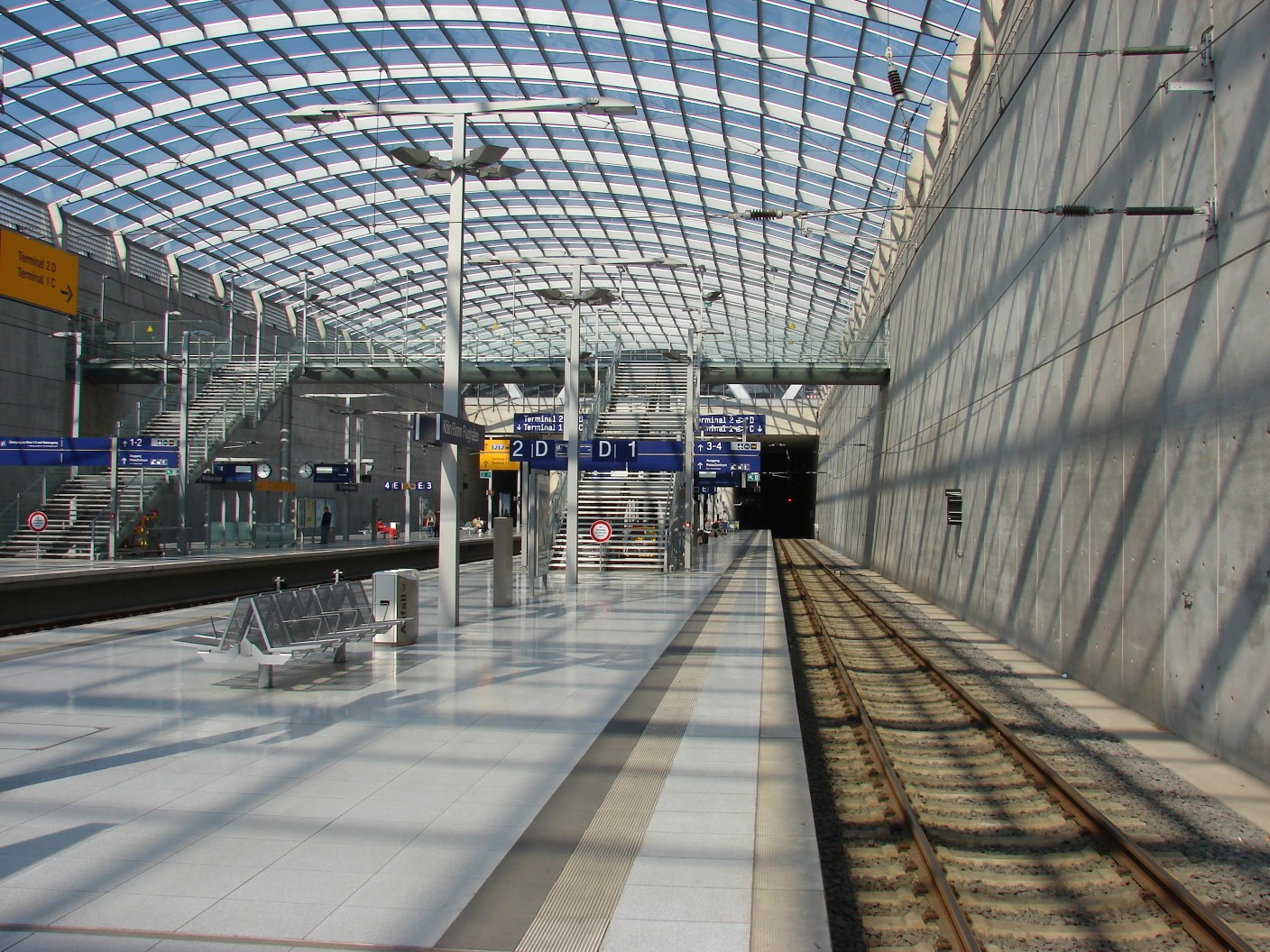
Gara din Aeroportul Köln Bonn

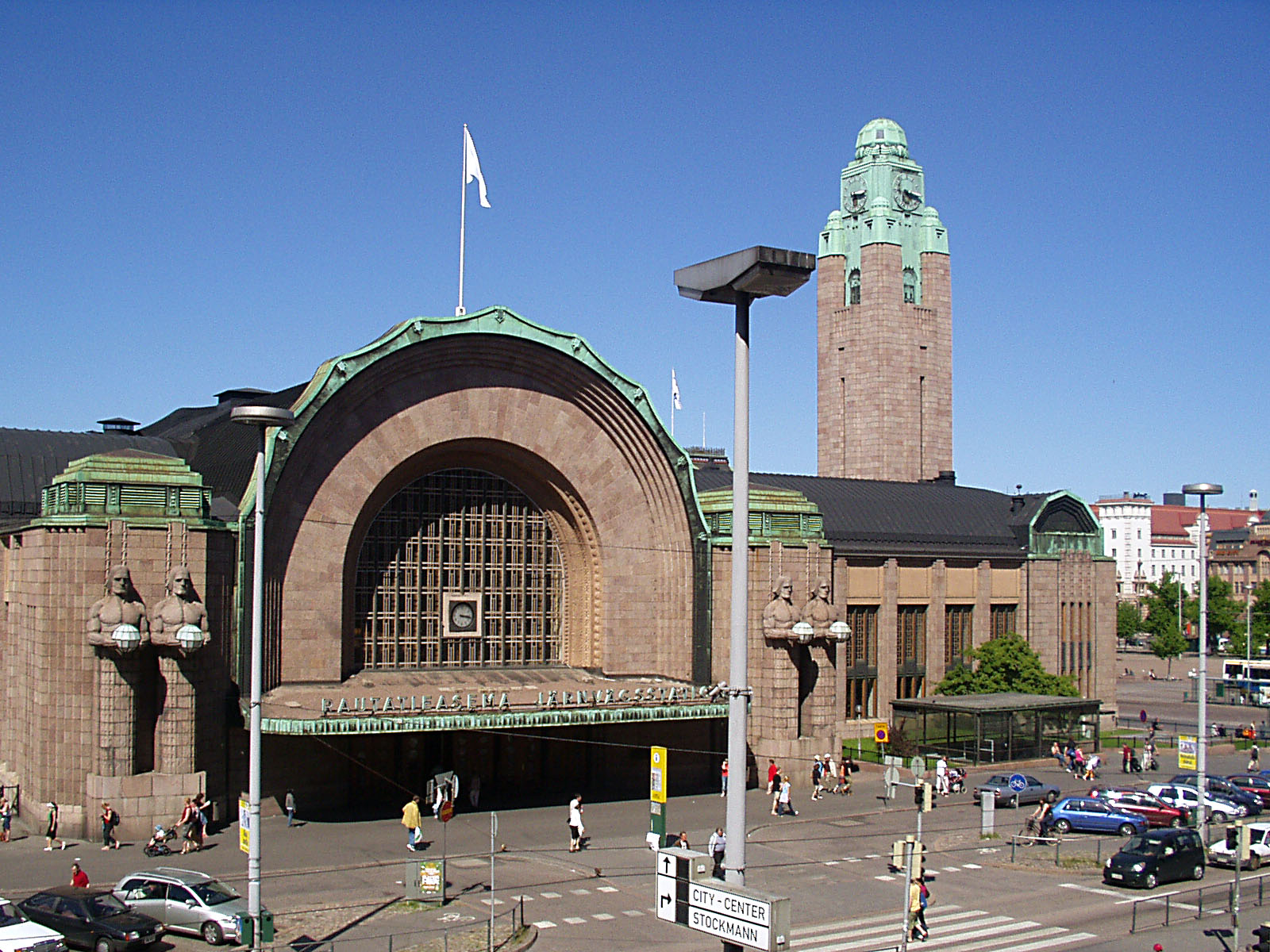
Gara Centrală din Helsinki

O stație de cale ferată (sau gară, propriu: clădirea de călători) este punctul de acces al călătorilor și/sau mărfurilor la calea ferată, în plus stația tehnică pentru mișcarea și formarea trenurilor, cu măcar două linii și un macaz.
Punctele de acces al călătorilor la trenuri fără macazuri sunt numite halte.
Cele mai importante tipuri de stații sunt:
- pentru transportul călătorilor:
  - gară de călători
  - stație tehnică cu linii de garaj pentru trenuri de călători

- pentru transportul mărfurilor: 
  - gară de mărfuri
  - stație tehnică pe platforme industriale și în porturi;
  - stație de triaj pentru descompunerea și compunerea trenurilor de marfă

- stații de frontieră pentru tranzitul internațional al călătorilor și/sau mărfurilor.

Multe stații sunt de tipul combinat, atât pentru transportul călătorilor cât și al mărfurilor.
Cele mai multe stații sunt de trecere, dar există și stații terminus cu linii înfundate de exemplu la gara București Nord.

## Stațiile cele mai mari, cele mai aglomerate și cele mai înalte

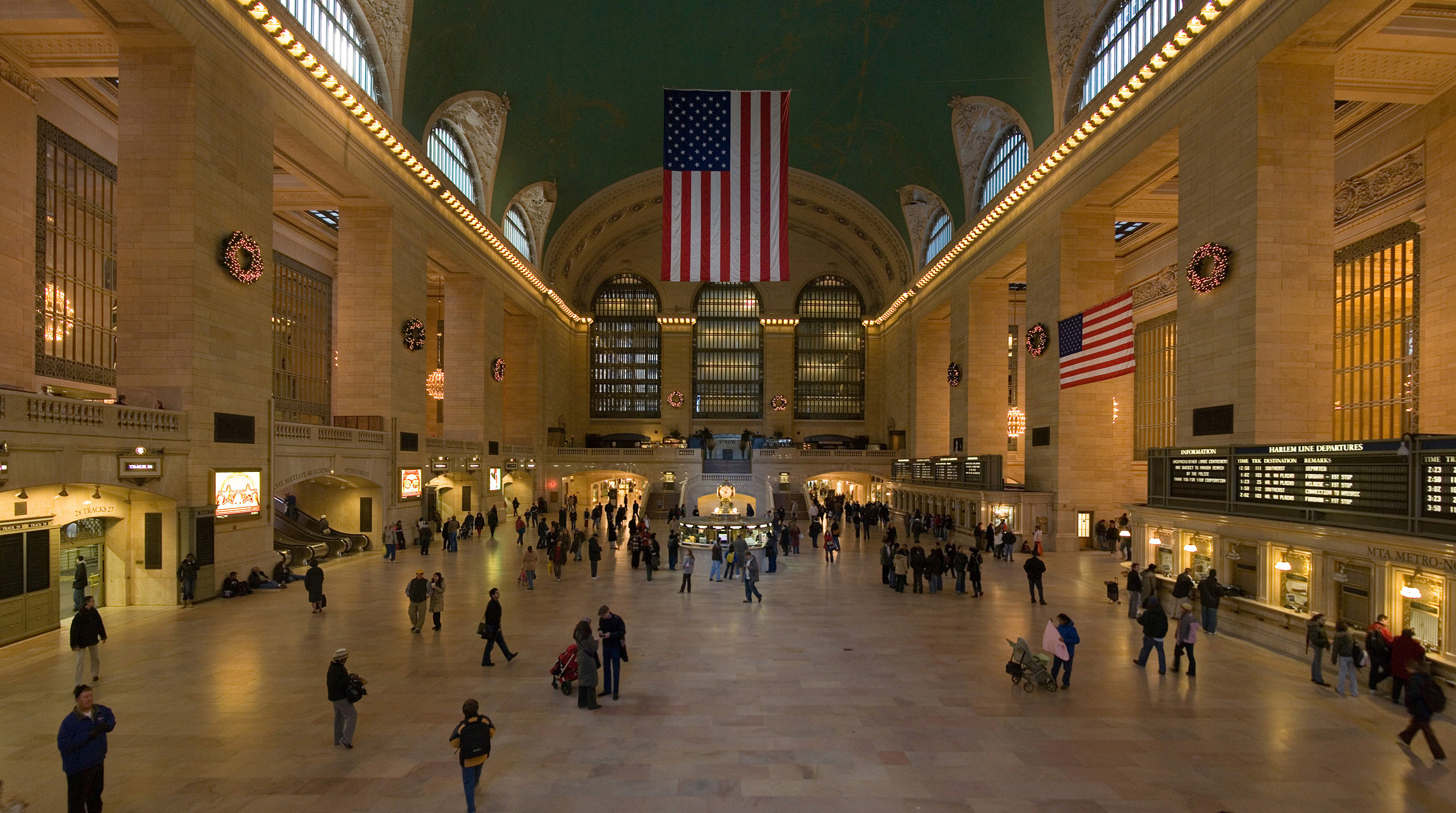
Terminalul Grand Central din New York este cea mai mare stație pe număr de platforme

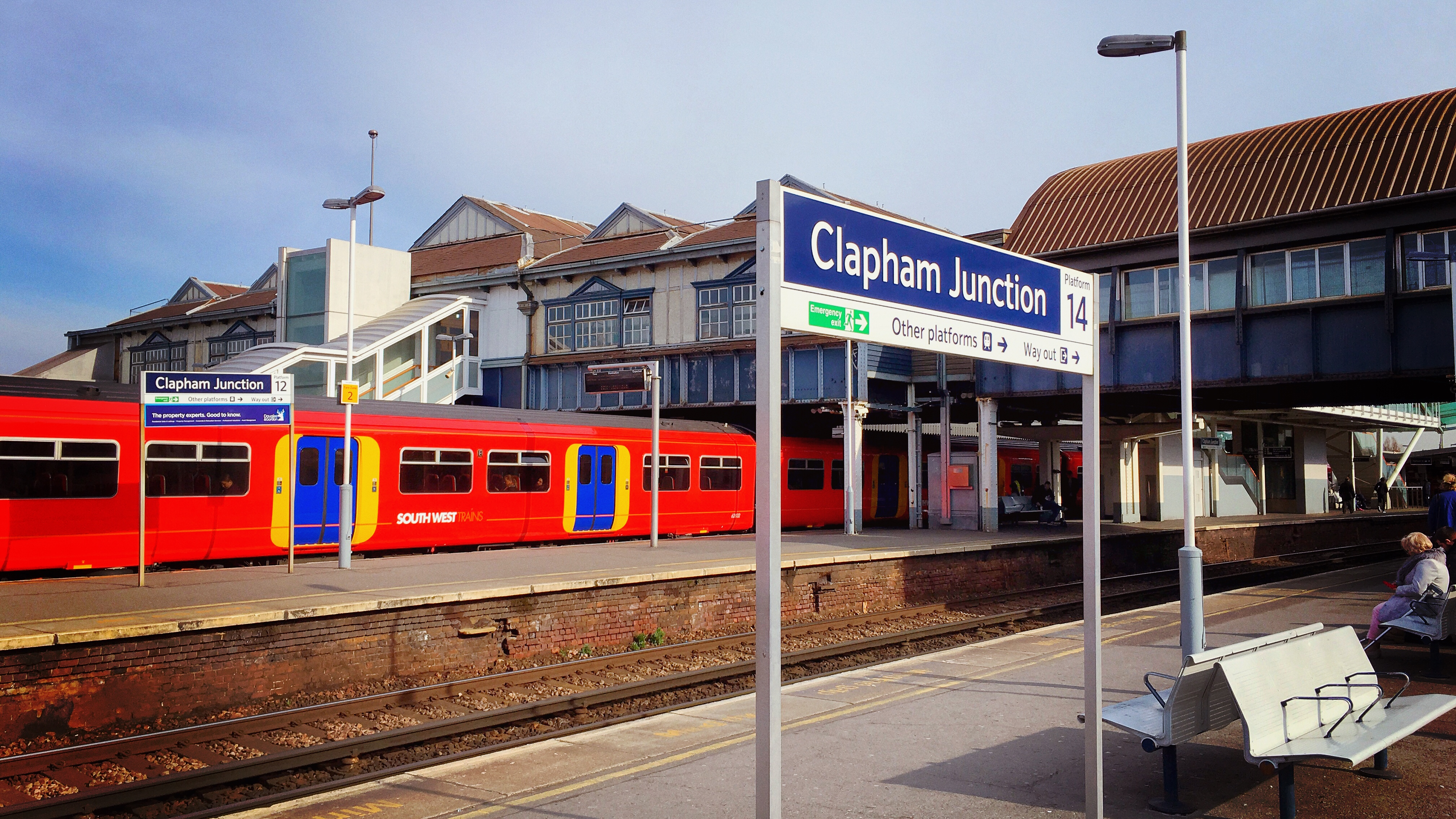
Clapham Junction din Londra este cea mai aglomerată stație din punct de vedere al traficului feroviar cu o medie de un tren la fiecare 20 de secunde în orele de vârf.

### La nivel mondial
- Cea mai aglomerată stație de pasageri din lume, în ceea ce privește trecerea zilnică, este stația Shinjuku din Tokyo.[1]
- În ceea ce privește capacitatea platformei, cea mai mare stație mondială pe platforme este Grand Central Terminal din New York cu 44 de platforme.[2]
- Cea mai înaltă stație din lume deasupra nivelului solului (nu deasupra nivelului mării) este stația de metrou Smith-Ninth Streets din New York City.[3][4]
- Coney Island - Stillwell Avenue din New York este cel mai mare terminal din lume, cu 8 piste și 4 platforme insulare.[5]
- Gara Shanghai Sud, deschisă în iunie 2006, are cel mai mare acoperiș circular transparent din lume.[6]